# Štěpánov (ort i Tjeckien, lat 50,16, long 16,92)
Štěpánov (tyska: Stiepanau) är en ort i Tjeckien. Den ligger i regionen Olomouc, i den östra delen av landet, 180 km öster om huvudstaden Prag. Štěpánov ligger 598 meter över havet.
Terrängen runt Štěpánov är kuperad. Runt Štěpánov är det ganska glesbefolkat, med 27 invånare per kvadratkilometer. Närmaste större samhälle är Králíky, 14,1 km sydväst om Štěpánov. Omgivningarna runt Štěpánov är en mosaik av jordbruksmark och naturlig växtlighet.